# Heiligegeiststraße 26 (Quedlinburg)

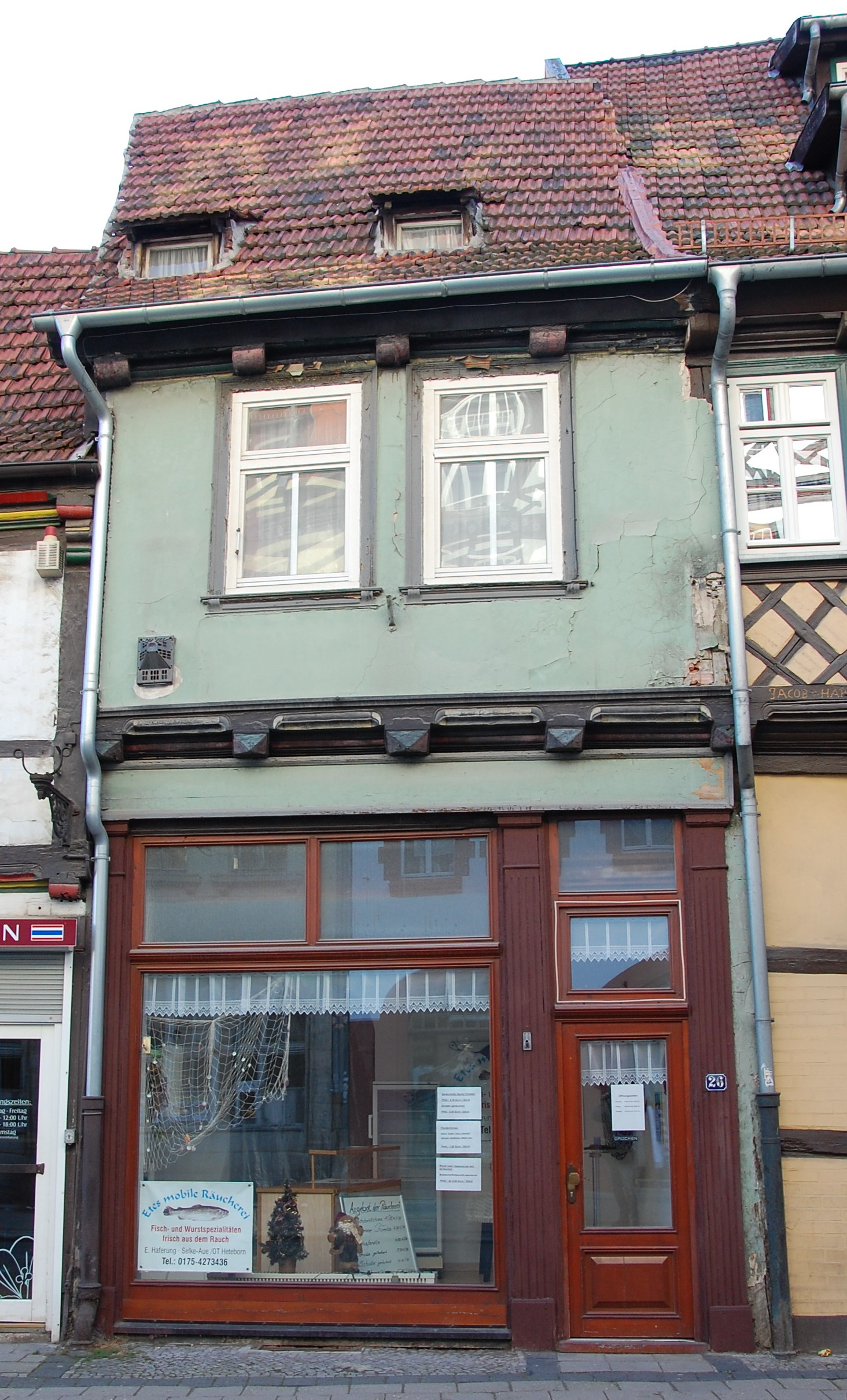
Haus Heiligegeiststraße 26

Das Haus Heiligegeiststraße 26 ist ein denkmalgeschütztes Gebäude in der Stadt Quedlinburg in Sachsen-Anhalt.

## Lage
Es liegt südlich der historischen Quedlinburger Altstadt auf der Südseite der Heiligegeiststraße. Im Quedlinburger Denkmalverzeichnis ist es als Wohnhaus eingetragen. Östlich grenzt das gleichfalls denkmalgeschützte Haus Heiligegeiststraße 25, westlich das Haus Heiligegeiststraße 27 an.

## Architektur und Geschichte
Das zweigeschossige schmale Fachwerkhaus wurde in der Zeit um 1680 errichtet. Es wurde später in größerem Umfang umgebaut. Trotzdem wird es in der Gesamtschau mit der Umgebungsbebauung als denkmaltechnisch mit wichtigem Zeugniswert eingeschätzt. Am Fachwerk finden sich Verzierungen wie Pyramidenbalkenköpfen. Um 1900 wurde im Erdgeschoss ein Ladengeschäft eingefügt.
Noch Ende des 20. Jahrhunderts befand sich an der Westseite des Obergeschosses ein expressionistischer Reklameausleger, der als selten eingeschätzt wurde. 2013 befand sich der Ausleger nicht mehr am Haus. An der Fassade waren noch Spuren seiner Befestigung zu erkennen.